# إينو-4800
إينو-4800 (بالإنجليزية: INO-4800)‏؛ هو لقاح مرشح ضد مرض فيروس كورونا، تعمل شركة إينوفيو فارماسوتيكالز الأمريكية على تطويره وإنتاجه بتقنية الدنا، وهو مخصص للإعطاء عن طريق الحقن العضلي.
بدأ تطوير اللقاح في وقت مبكر من عام 2020، حيث أعلنت الشركة عن بدء العمل على تطوير لقاح لمكافحة مرض فيروس كورونا بعد أن حصلت على التسلسل الجيني للفيروس المسبب له. دخل اللقاح المرحلة الأولى من التجارب السريرية في أبريل من العام نفسه، وأعلنت الشركة أنها تتعاون مع الصين وكوريا الجنوبية لتطوير اللقاح، حيث أجرت هناك أيضًا تجارب سريرية، وصلت في يونيو 2020 إلى المرحلة الثانية في كوريا الجنوبية بالتعاون مع تحالف ابتكارات التأهب الوبائي ومراكز كوريا للسيطرة على الأمراض والوقاية منها.